# AQQ (magazyn komiksowy)
AQQ – polski magazyn komiksowy wydawany w latach 1993–2004 przez Zin Zin Press. Ogółem pojawiło się 31 numerów.
Magazyn założony został przez Witolda Tkaczyka i Łukasza Zandeckiego na bazie anglojęzycznego biuletynu „Comics News Service from Poland” wydawanego przez Tkaczyka w latach 1991–1993. Pismo miało premierę na Ogólnopolskim Konwencie Twórców Komiksu w Łodzi. 
Na łamach „AQQ” publikowali najważniejsi polscy twórcy komiksu. Do stałych współpracowników zaliczali się rysownicy: Sławomir Jezierski, Jerzy Ozga, Jakub Rebelka i Benedykt Szneider, na łamach pisma publikowali również Grzegorz Rosiński, Tadeusz Baranowski, Krzysztof Gawronkiewicz, Dennis Wojda, Krzysztof Owedyk, Piotr Drzewiecki, Przemysław Truściński, Krzysztof Ostrowski, Robert Adler, Robert Służały, Sławomir Kiełbus, Agnieszka Papis, Tomasz Piorunowski, Sławomir Zajączkowski, Tomasz Lew Leśniak i Rafał Skarżycki.
Wśród publicystów piszących dla „AQQ” byli: Jerzy Szyłak, Tomasz Marciniak, Wojciech Birek, Dominik Szcześniak, Kamil Śmiałkowski i Krzysztof Skrzypczyk.
„AQQ” początkowo wydawane było w formacie A5, w 1995 r. pismo zwiększyło swój format do A4. Magazyn był czarno-biały, z czasem pojawił się kolorowy dodatek „Komixorama”, a także kolorowe plakaty drukowane w formacie A2. Dystrybucja odbywała się drogą pocztową, poprzez sklepy specjalistyczne oraz salony Empik. Ostatni numer „AQQ” (31) ukazał się 20 marca 2004 r.